# البهائية في النرويج
بدأت البهائية في النرويج من خلال الاتصال بين المسافرين الإسكندنافيين مع المؤمنين الفرس الأوائل بالديانة البهائية في منتصف إلى أواخر القرن التاسع عشر. زار البهائيون الدول الاسكندنافية لأول مرة في عشرينيات القرن العشرين بناءً على طلب عبد البهاء، رئيس الديانة آنذاك، الذي حدد النرويج بين الدول التي يجب على البهائيين أن يهاجروا إليها وكانت أول بهائية تستقر في النرويج هي جوهانا شوبارت. بعد فترة من وصول المزيد من رواد البهائية إلى البلاد، انتشرت الجمعيات الروحية المحلية البهائية في جميع أنحاء النرويج بينما شكل المجتمع الوطني في النهاية جمعية روحية وطنية بهائية في عام 1962. أفاد تعداد السكان الوطني لعام 2008 بوجود حوالي 1000 بهائي في البلاد إلا أن جمعية أرشيف بيانات الدين (بالاعتماد على الموسوعة المسيحية العالمية) قدرت عدد البهائيين بحوالي 2700 في عام 2010.

## التاريخ المبكر
وقد ظهرت أولى الإشارات إلى الدين في العصر الذي كانت فيه النرويج متحدة سياسياً مع السويد؛ وقد نُشر أول ذكر للباب، الذي يعتبره البهائيون بمثابة المبشر لمؤسس الدين، بهاء الله، في روايات الرحلات الفارسية عام 1869، كما ظهرت أولى الإشارات إلى بهاء الله عام 1896.
كانت راجنا ليني مغنية سوبرانو كلاسيكية من القرنين التاسع عشر والعشرين، ولدت في أوسلو خلال فترة الاتحاد بين السويد والنرويج، ولها جذور سويدية/نرويجية  والتي تعرفت على الدين البهائي بعد انتقالها إلى شيكاغو. سافرت إلى النرويج في عام 1908 على الأقل. ظهرت كبهائية حوالي عام 1908 في الصحف وحتى عام 1916 في مجلة نجم الغرب للبهائيين. كانت حاضرة في مؤتمر عام 1912، الذي حضره عبد البهاء، رئيس الدين آنذاك.
تمكن الصوفي السويدي إيفان أغيلي من مقابلة عبد البهاء في عام 1912 في مصر.

### ألواح عبد البهاء للخطة الإلهية
وتبدأ الخطوات التالية في تاريخ الدين البهائي في النرويج بعد الاستقلال السياسي للنرويج عن السويد في عام 1905. كتب عبد البهاء، ابن مؤسس الدين، سلسلة من الرسائل، أو الألواح، إلى أتباع الدين في الولايات المتحدة في عامي 1916 و1917؛ وقد تم تجميع هذه الرسائل معًا في كتاب بعنوان ألواح الخطة الإلهية. كانت الألواح السابعة هي الأولى التي تذكر عدة بلدان في أوروبا بما في ذلك البلدان التي زارها عبد البهاء في عامي 1911-1912 و1912-1913. تم كتابتها في 11 أبريل 1916، وتأخر عرضها في الولايات المتحدة حتى عام 1919 — بعد نهاية الحرب العالمية الأولى والإنفلونزا الإسبانية. قامت الصحفية البهائية المسافرة حول العالم مارثا روت بعد ذلك بزيارة الملك هاكون السابع ملك النرويج ضمن رحلاتها العديدة. تمت ترجمة اللوح السابع وتقديمه من قبل ميرزا أحمد سهراب في 4 أبريل 1919، ونشر في مجلة نجم الغرب في 12 ديسمبر 1919.
باختصار، لقد أشعلت هذه الحرب التي تهلك العالم نارًا في القلوب لا توصف. في جميع دول العالم، يستحوذ الشوق إلى السلام الشامل على وعي البشر. ما من روح إلا وتتوق إلى الوئام والسلام. لقد تحققت حالة رائعة من التقبل... لذا، يا مؤمني الله! ابذلوا جهدكم، وبعد هذه الحرب انشروا خلاصة التعاليم الإلهية في الجزر البريطانية، وفرنسا، وألمانيا، والنمسا والمجر، وروسيا، وإيطاليا، وإسبانيا، وبلجيكا، وسويسرا، والنرويج، والسويد، والدنمارك، وهولندا، والبرتغال، ورومانيا، وصربيا، والجبل الأسود، وبلغاريا، واليونان، وأندورا، وليختنشتاين، ولوكسمبورغ، وموناكو، وسان مارينو، وجزر البليار، وكورسيكا، وسردينيا، وصقلية، وكريت، ومالطا، وأيسلندا، وجزر فارو، وجزر شيتلاند، وجزر هيبريدس، وجزر أوركني.
وبعد نشر هذه الألواح، بدأ عدد قليل من البهائيين في الانتقال إلى بلدان في مختلف أنحاء أوروبا أو على الأقل زيارتها. أصبح أغسطس رود أول رائد بهائي في الدول الاسكندنافية (السويد) في عام 1920. أصبحت يوهان هوج أول مواطنة في الدنمارك تصبح بهائية.

### فترة الرواد
يُطلق على جوهانا (كريستنسن) شوبارث لقب "الأم البهائية في النرويج". ولدت في عام 1877 في سانديفيورد. انتقلت إلى الولايات المتحدة وتعلمت عن الدين البهائي من ماي ماكسويل في عام 1919. عادت إلى النرويج في عام 1927. كانت داجمار دول من أوائل الرواد. في عام 1934 عادت مارثا روت إلى أوسلو لإلقاء عدد من المحاضرات حتى عام 1935 والتقت بليديا زامنهوف التي كانت تعرفها منذ عقد من الزمان منذ اعتناقها الدين، وذلك لحضور بعض مؤتمرات الإسبرانتو. في برقية عام 1946 لشوقي أفندي، رئيس الدين بعد وفاة عبد البهاء، دعا رواد الدين إلى عواصم العديد من البلدان بما في ذلك النرويج. تأسست أول جمعية روحية محلية في أوسلو في عام 1948 مع شوبارت. قام مؤتمر تعليمي أوروبي عقد في الدنمارك عام 1950، بمشاركة داجمار دول،  بتنسيق الرواد - حيث استقر أمريكيان في جزر لوفوتن عام 1953، وفي عام 1955 وصل أحد الرواد إلى أقصى شمال النرويج في بلدية باتسفجورد.  توفي شوبارث في عام 1952 ودفن في أوسلو. يُشار أحيانًا إلى سفالبارد باعتبارها موقعًا بعيدًا فهي تقع قبالة شمال النرويج. وقد استقر هناك أحد البهائيين في عام 1958.

## تطوير
تأسست أول جمعية روحية محلية في أوسلو عام 1948. ومع انتشار الدين في جميع أنحاء الدول الاسكندنافية، وصل الأمر إلى إنشاء جمعية روحية وطنية إقليمية للنرويج وفنلندا والسويد والدنمارك في عام 1957.  وفي الوقت نفسه، استمر الرواد في الوصول من بلدان أخرى - حيث استقر بهائي بريطاني لفترة من الوقت في سفالبارد في عام 1958، على الرغم من أن زوجين نرويجيين انتقلا إلى هناك في عام 1970. تأسست الجمعية الروحية المحلية النرويجية الثانية في بيرغن عام 1955، والثالثة في ستافنجر عام 1960.
في عام 1962-1963، أضافت النرويج محفلين روحانيين محليين في بيرغن وهيتلاند، مع مجموعات أصغر تتراوح بين شخص واحد وتسعة بالغين في باروم وفانا والبهائيين المعزولين في آس، وهارستاد، وكريستيانسوند، ولاكسيفاغ، ونارفيك، وساندفيورد، وساندنيس، وستوكماركنيس.
وفي عام 1962، انتخبت النرويج أيضًا جمعيتها الروحية الوطنية الخاصة بها.  أقام شعب السامي جمعية روحية محلية في تروندهايم في عام 1969 مع تحول أول فرد من شعبهم إلى الديانة البهائية. في عام 1973 تمت إضافة الجمعيات المحلية في ليلهامر وباروم وبودو. في عام 1979 في هوروم وجوفيك وفي عام 1984 في ترومسو.
منذ نشأتها، كان للدين دور في التنمية الاجتماعية والاقتصادية بدءًا من منح المزيد من الحرية للنساء، وترويج تعليم الإناث باعتباره أولوية، وقد تم التعبير عن هذه المشاركة عمليًا من خلال إنشاء المدارس والتعاونيات الزراعية والعيادات. ودخل الدين مرحلة جديدة من النشاط عندما صدرت رسالة بيت العدل الأعظم بتاريخ 20 أكتوبر 1983. وحث البهائيين على البحث عن طرق متوافقة مع التعاليم البهائية، والتي يمكنهم من خلالها المشاركة في التنمية الاجتماعية والاقتصادية للمجتمعات التي يعيشون فيها. في عام 1979، كان هناك 129 مشروعًا بهائيًا للتنمية الاجتماعية والاقتصادية معترفًا بها رسميًا في جميع أنحاء العالم. وبحلول عام 1987، ارتفع عدد مشاريع التنمية المعترف بها رسميا إلى 1482 مشروعا. أنشأت الجمعية الروحية الوطنية في النرويج مؤسسة هي الوكالة النرويجية للتعاون الإنمائي الدولي، وفي عام 1988 بدأت علاقة عمل مع معهد نيو إيرا للتنمية في الهند (انظر مدرسة نيو إيرا الثانوية)، مع دعم برنامج تنمية المجتمع الريفي لمدة عامين. في عام 1989، تم توسيع التمويل لتغطية دورة تدريبية لمدة عام لميسري التنمية المجتمعية ودورات قصيرة في الزراعة والتكنولوجيا الريفية ومحو الأمية والعلوم المنزلية. لكن الجدل ساهم أيضًا في تركيز جهود المجتمع. في عام 1983، وجه بيت العدل الأعظم، الرئيس المنتخب الحالي للدين، رسالة إلى الجمعية الوطنية للبهائيين في النرويج بشأن ممارسات التأمل ويبدو أن العديد من البهائيين النرويجيين كانوا منجذبين بشكل خاص إلى هذه الممارسة ولكن كانت لديهم اختلافات في الرأي حول مكان وممارسة التأمل. وفي محاولة لبدء "حملة روحانية للمجتمع البهائي" التي دعا إليها مجلس العدل، قامت لجنة في النرويج بتأسيس فصل دراسي للتأمل في مدرسة صيفية تقدم طريقة معينة. ولاحظ بيت العدل أن بهاء الله لم يحدد أي طريقة للوساطة، وحذر من أن أي اختيار شخصي خاص لطريقة التأمل لا ينبغي أن يكون مؤسسيًا أو إلزاميًا. وأوضح مجلس العدل أن المجتمع يعاني من أجواء مؤسفة من المعاناة المروعة التي جلبتها الأديان في الماضي - حيث نشأ نوع من الاشمئزاز من مختلف أنواع الممارسات الروحية الدينية الشخصية والعامة التي يؤكد عليها الدين البهائي مع ذلك، وحددها على النحو التالي:
- تلاوة واحدة من الصلوات البهائية الإلزامية كل يوم بتفانٍ خالص.
- القراءة المنتظمة للكتاب المقدس، وخاصة كل صباح ومساء على الأقل، بتوقير وانتباه وتفكير.
- التأمل في التعاليم البهائية، حتى نتمكن من فهمها بشكل أعمق، وتحقيقها بأمانة أكبر، ونقلها إلى الآخرين بشكل أكثر دقة.
- نسعى كل يوم إلى جعل سلوكنا أكثر توافقًا مع المعايير العالية المنصوص عليها في هذه التعاليم.
- تعليم الدين.
- الخدمة غير الأنانية في عمل الدين وفي ممارسة تجارتنا أو مهنتنا.[28]

من عام 1998 إلى عام 2001، التزمت الجماعة البهائية الدولية والجمعية الروحية الوطنية للبهائيين في النرويج بالمشاركة في المبادرات النرويجية بين الأديان والتي أسفرت عن إعلان أوسلو بشأن حرية الدين أو المعتقد.

## المجتمع الحالي
في أواخر تسعينيات القرن العشرين، وفقًا لأحد الإحصاءات، كان هناك 173 بهائيًا لكل مليون نسمة في النرويج، مما يعني حوالي 800 بهائي، بينما بحلول عام 2005، أفاد تعداد سكاني نرويجي بوجود ما يزيد قليلاً عن 1000 بهائي. تقدر جمعية أرشيفات بيانات الأديان (بالاعتماد على الموسوعة المسيحية العالمية) عدد البهائيين بنحو 2700 في عام 2010.  في مايو 2001، اجتمع الشباب البهائيون في إطار "مشروع الدواء الشافي" لحضور ورشة عمل للشباب البهائي (انظر أوسكار ديجروي) بما في ذلك العروض العامة.  وقد أقيمت مؤتمرات متتالية للشباب في مختلف أنحاء الدول الاسكندنافية منذ عام 2004  ويوجد نادي طلابي بهائي في جامعة أوسلو. في يوليو 2008، تم الكشف عن الترجمة النرويجية لكتاب الأقدس.
في عام 2000، أيدت النرويج قرار الأمم المتحدة بشأن حقوق الإنسان بشأن القلق بشأن البهائيين في إيران، كما اتخذت خطوات لتوثيق الأوضاع بشكل أكبر. وقد دعمت الحكومة النرويجية إعلان رئاسة الاتحاد الأوروبي عندما "نددت" بمحاكمة البهائيين الإيرانيين التي أُعلن عنها في فبراير/شباط 2009. انظر اضطهاد البهائيين.

## شخصيات بارزة
كان لاس ثوريسن بهائيًا منذ عام 1971 تقريبًا (تم انتخابه أمينًا عامًا للأكاديمية النرويجية للموسيقى في عام 1975) وهو أستاذ في الأكاديمية النرويجية للموسيقى حاصل على درجة الدراسات العليا في التلحين من معهد أوسلو للموسيقى، حيث درس تحت إشراف فين مورتنسن. من عام 1988 إلى عام 2000 شغل ثوريسن منصب رئيس قسم التأليف الموسيقي في الأكاديمية النرويجية للموسيقى في أوسلو.   ومن بين مؤلفاته سيمفونية The Carmel Eulogies، التي عرضت لأول مرة في أوسلو عام 1993 مع عروض متكررة منذ ذلك الحين. بتكليف من أوركسترا أوسلو الفيلهارمونية بمناسبة يوبيلها الخامس والسبعين، تتكون السيمفونية من جزأين: "عبير الرحمة" و"الطواف". إيقاع قول "الله أبها" (الله العظيم) متأصل في العمل، وهو مستوحى من لوح الكرمل لحضرة بهاء الله. وقد نالت السيمفونية استحسان النقاد، وظهرت تأثرات واضحة على العديد من الحضور أثناء الأداء. تم بثه مباشرة على الراديو الوطني وتم تسجيله لبثه لاحقًا على شبكة التلفزيون الوطنية.
مارغون ريسا هي فنانة بهائية نرويجية أخرى - وهي مغنية ومعلمة درست في أكاديمية روغالاند في ستافنجر. أصبحت ريسا بهائية حوالي عام 1976 وفي عام 1986 تمت دعوتها للغناء في حفل افتتاح معبد اللوتس في نيودلهي. في عام 1992 طلب ثوريسن من ريسا الغناء كجزء من حفل افتتاح المؤتمر البهائي العالمي الثاني. وفي وقت لاحق، درست ريسا تحت إشراف آن براون، وهي أمريكية كانت أول من غنت دور بيس في أوبرا غيرشوين، بورجيه وبيس.

## روابط خارجية
- الجماعة البهائية في النرويج
البهائيون في أوسلو
البهائيون في جوسدال
معلومات نرويجية عن منتدى الأعمال البهائي الأوروبي وأنشطته
مؤتمر الشباب البهائي الشمالي